# Цилиндрические шахматы

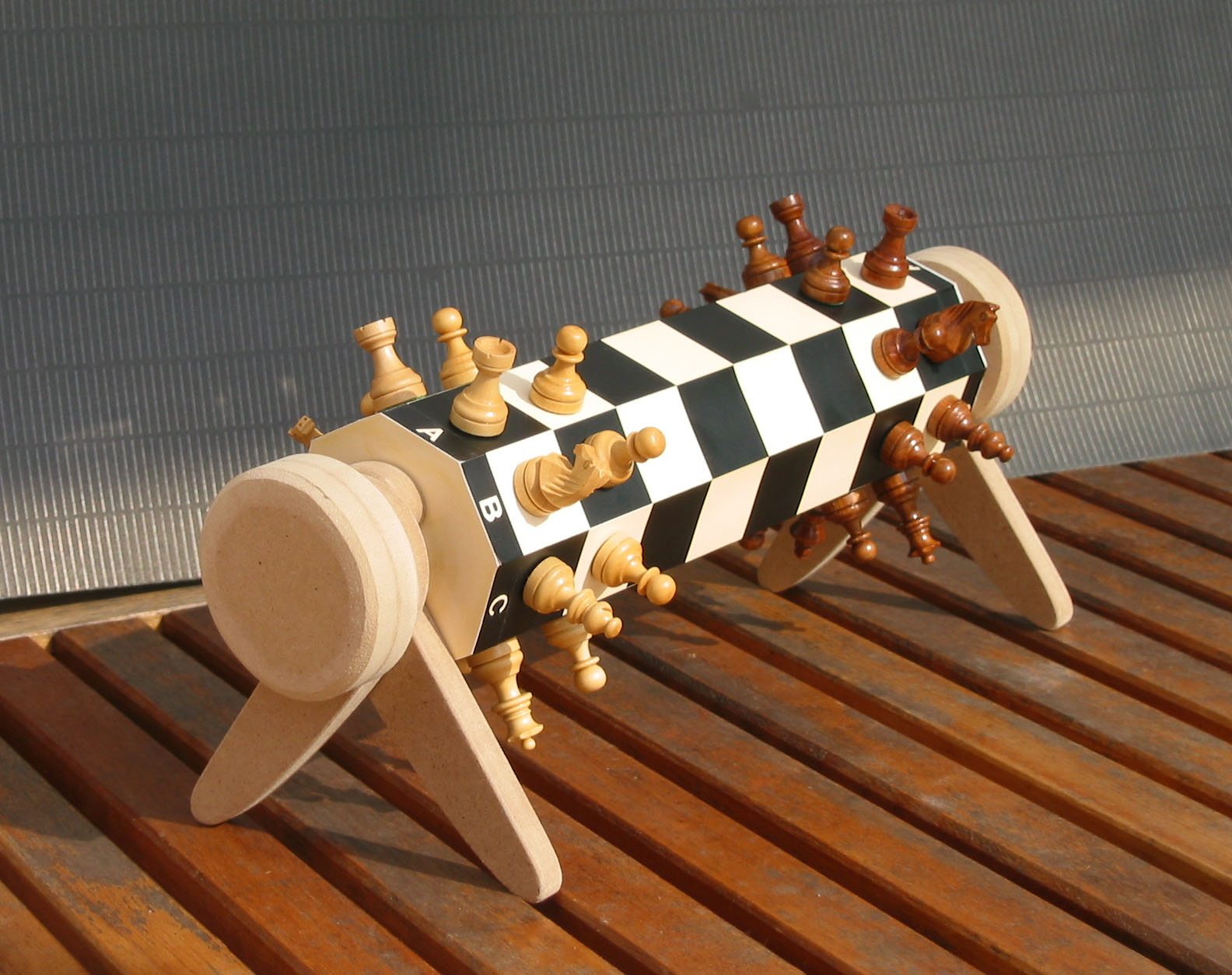
Цилиндрическая доска

Цилиндри́ческие ша́хматы — вариант игры в шахматы, в котором игровая доска считается развёрткой цилиндра.
Существует несколько разновидностей формы цилиндрической доски.
|   | a | b | c | d | e | f | g | h |   |
| - | --- | --- | --- | --- | --- | --- | --- | --- | - |
| 8 | b8 чёрный крест · d8 чёрный крест · a7 чёрный крест · e7 чёрный крест · f6 чёрный крест · h6 чёрный крест · g5 чёрный крест · a4 чёрный круг · f4 чёрный крест · g4 чёрный круг · h4 чёрный крест · a3 чёрный крест · b3 чёрный круг · e3 чёрный крест · f3 чёрный круг · b2 чёрный крест · d2 чёрный крест · h2 чёрный конь · b1 чёрный круг · c1 белый слон · f1 чёрный круг | b8 чёрный крест · d8 чёрный крест · a7 чёрный крест · e7 чёрный крест · f6 чёрный крест · h6 чёрный крест · g5 чёрный крест · a4 чёрный круг · f4 чёрный крест · g4 чёрный круг · h4 чёрный крест · a3 чёрный крест · b3 чёрный круг · e3 чёрный крест · f3 чёрный круг · b2 чёрный крест · d2 чёрный крест · h2 чёрный конь · b1 чёрный круг · c1 белый слон · f1 чёрный круг | b8 чёрный крест · d8 чёрный крест · a7 чёрный крест · e7 чёрный крест · f6 чёрный крест · h6 чёрный крест · g5 чёрный крест · a4 чёрный круг · f4 чёрный крест · g4 чёрный круг · h4 чёрный крест · a3 чёрный крест · b3 чёрный круг · e3 чёрный крест · f3 чёрный круг · b2 чёрный крест · d2 чёрный крест · h2 чёрный конь · b1 чёрный круг · c1 белый слон · f1 чёрный круг | b8 чёрный крест · d8 чёрный крест · a7 чёрный крест · e7 чёрный крест · f6 чёрный крест · h6 чёрный крест · g5 чёрный крест · a4 чёрный круг · f4 чёрный крест · g4 чёрный круг · h4 чёрный крест · a3 чёрный крест · b3 чёрный круг · e3 чёрный крест · f3 чёрный круг · b2 чёрный крест · d2 чёрный крест · h2 чёрный конь · b1 чёрный круг · c1 белый слон · f1 чёрный круг | b8 чёрный крест · d8 чёрный крест · a7 чёрный крест · e7 чёрный крест · f6 чёрный крест · h6 чёрный крест · g5 чёрный крест · a4 чёрный круг · f4 чёрный крест · g4 чёрный круг · h4 чёрный крест · a3 чёрный крест · b3 чёрный круг · e3 чёрный крест · f3 чёрный круг · b2 чёрный крест · d2 чёрный крест · h2 чёрный конь · b1 чёрный круг · c1 белый слон · f1 чёрный круг | b8 чёрный крест · d8 чёрный крест · a7 чёрный крест · e7 чёрный крест · f6 чёрный крест · h6 чёрный крест · g5 чёрный крест · a4 чёрный круг · f4 чёрный крест · g4 чёрный круг · h4 чёрный крест · a3 чёрный крест · b3 чёрный круг · e3 чёрный крест · f3 чёрный круг · b2 чёрный крест · d2 чёрный крест · h2 чёрный конь · b1 чёрный круг · c1 белый слон · f1 чёрный круг | b8 чёрный крест · d8 чёрный крест · a7 чёрный крест · e7 чёрный крест · f6 чёрный крест · h6 чёрный крест · g5 чёрный крест · a4 чёрный круг · f4 чёрный крест · g4 чёрный круг · h4 чёрный крест · a3 чёрный крест · b3 чёрный круг · e3 чёрный крест · f3 чёрный круг · b2 чёрный крест · d2 чёрный крест · h2 чёрный конь · b1 чёрный круг · c1 белый слон · f1 чёрный круг | b8 чёрный крест · d8 чёрный крест · a7 чёрный крест · e7 чёрный крест · f6 чёрный крест · h6 чёрный крест · g5 чёрный крест · a4 чёрный круг · f4 чёрный крест · g4 чёрный круг · h4 чёрный крест · a3 чёрный крест · b3 чёрный круг · e3 чёрный крест · f3 чёрный круг · b2 чёрный крест · d2 чёрный крест · h2 чёрный конь · b1 чёрный круг · c1 белый слон · f1 чёрный круг | 8 |
| 7 | b8 чёрный крест · d8 чёрный крест · a7 чёрный крест · e7 чёрный крест · f6 чёрный крест · h6 чёрный крест · g5 чёрный крест · a4 чёрный круг · f4 чёрный крест · g4 чёрный круг · h4 чёрный крест · a3 чёрный крест · b3 чёрный круг · e3 чёрный крест · f3 чёрный круг · b2 чёрный крест · d2 чёрный крест · h2 чёрный конь · b1 чёрный круг · c1 белый слон · f1 чёрный круг | b8 чёрный крест · d8 чёрный крест · a7 чёрный крест · e7 чёрный крест · f6 чёрный крест · h6 чёрный крест · g5 чёрный крест · a4 чёрный круг · f4 чёрный крест · g4 чёрный круг · h4 чёрный крест · a3 чёрный крест · b3 чёрный круг · e3 чёрный крест · f3 чёрный круг · b2 чёрный крест · d2 чёрный крест · h2 чёрный конь · b1 чёрный круг · c1 белый слон · f1 чёрный круг | b8 чёрный крест · d8 чёрный крест · a7 чёрный крест · e7 чёрный крест · f6 чёрный крест · h6 чёрный крест · g5 чёрный крест · a4 чёрный круг · f4 чёрный крест · g4 чёрный круг · h4 чёрный крест · a3 чёрный крест · b3 чёрный круг · e3 чёрный крест · f3 чёрный круг · b2 чёрный крест · d2 чёрный крест · h2 чёрный конь · b1 чёрный круг · c1 белый слон · f1 чёрный круг | b8 чёрный крест · d8 чёрный крест · a7 чёрный крест · e7 чёрный крест · f6 чёрный крест · h6 чёрный крест · g5 чёрный крест · a4 чёрный круг · f4 чёрный крест · g4 чёрный круг · h4 чёрный крест · a3 чёрный крест · b3 чёрный круг · e3 чёрный крест · f3 чёрный круг · b2 чёрный крест · d2 чёрный крест · h2 чёрный конь · b1 чёрный круг · c1 белый слон · f1 чёрный круг | b8 чёрный крест · d8 чёрный крест · a7 чёрный крест · e7 чёрный крест · f6 чёрный крест · h6 чёрный крест · g5 чёрный крест · a4 чёрный круг · f4 чёрный крест · g4 чёрный круг · h4 чёрный крест · a3 чёрный крест · b3 чёрный круг · e3 чёрный крест · f3 чёрный круг · b2 чёрный крест · d2 чёрный крест · h2 чёрный конь · b1 чёрный круг · c1 белый слон · f1 чёрный круг | b8 чёрный крест · d8 чёрный крест · a7 чёрный крест · e7 чёрный крест · f6 чёрный крест · h6 чёрный крест · g5 чёрный крест · a4 чёрный круг · f4 чёрный крест · g4 чёрный круг · h4 чёрный крест · a3 чёрный крест · b3 чёрный круг · e3 чёрный крест · f3 чёрный круг · b2 чёрный крест · d2 чёрный крест · h2 чёрный конь · b1 чёрный круг · c1 белый слон · f1 чёрный круг | b8 чёрный крест · d8 чёрный крест · a7 чёрный крест · e7 чёрный крест · f6 чёрный крест · h6 чёрный крест · g5 чёрный крест · a4 чёрный круг · f4 чёрный крест · g4 чёрный круг · h4 чёрный крест · a3 чёрный крест · b3 чёрный круг · e3 чёрный крест · f3 чёрный круг · b2 чёрный крест · d2 чёрный крест · h2 чёрный конь · b1 чёрный круг · c1 белый слон · f1 чёрный круг | b8 чёрный крест · d8 чёрный крест · a7 чёрный крест · e7 чёрный крест · f6 чёрный крест · h6 чёрный крест · g5 чёрный крест · a4 чёрный круг · f4 чёрный крест · g4 чёрный круг · h4 чёрный крест · a3 чёрный крест · b3 чёрный круг · e3 чёрный крест · f3 чёрный круг · b2 чёрный крест · d2 чёрный крест · h2 чёрный конь · b1 чёрный круг · c1 белый слон · f1 чёрный круг | 7 |
| 6 | b8 чёрный крест · d8 чёрный крест · a7 чёрный крест · e7 чёрный крест · f6 чёрный крест · h6 чёрный крест · g5 чёрный крест · a4 чёрный круг · f4 чёрный крест · g4 чёрный круг · h4 чёрный крест · a3 чёрный крест · b3 чёрный круг · e3 чёрный крест · f3 чёрный круг · b2 чёрный крест · d2 чёрный крест · h2 чёрный конь · b1 чёрный круг · c1 белый слон · f1 чёрный круг | b8 чёрный крест · d8 чёрный крест · a7 чёрный крест · e7 чёрный крест · f6 чёрный крест · h6 чёрный крест · g5 чёрный крест · a4 чёрный круг · f4 чёрный крест · g4 чёрный круг · h4 чёрный крест · a3 чёрный крест · b3 чёрный круг · e3 чёрный крест · f3 чёрный круг · b2 чёрный крест · d2 чёрный крест · h2 чёрный конь · b1 чёрный круг · c1 белый слон · f1 чёрный круг | b8 чёрный крест · d8 чёрный крест · a7 чёрный крест · e7 чёрный крест · f6 чёрный крест · h6 чёрный крест · g5 чёрный крест · a4 чёрный круг · f4 чёрный крест · g4 чёрный круг · h4 чёрный крест · a3 чёрный крест · b3 чёрный круг · e3 чёрный крест · f3 чёрный круг · b2 чёрный крест · d2 чёрный крест · h2 чёрный конь · b1 чёрный круг · c1 белый слон · f1 чёрный круг | b8 чёрный крест · d8 чёрный крест · a7 чёрный крест · e7 чёрный крест · f6 чёрный крест · h6 чёрный крест · g5 чёрный крест · a4 чёрный круг · f4 чёрный крест · g4 чёрный круг · h4 чёрный крест · a3 чёрный крест · b3 чёрный круг · e3 чёрный крест · f3 чёрный круг · b2 чёрный крест · d2 чёрный крест · h2 чёрный конь · b1 чёрный круг · c1 белый слон · f1 чёрный круг | b8 чёрный крест · d8 чёрный крест · a7 чёрный крест · e7 чёрный крест · f6 чёрный крест · h6 чёрный крест · g5 чёрный крест · a4 чёрный круг · f4 чёрный крест · g4 чёрный круг · h4 чёрный крест · a3 чёрный крест · b3 чёрный круг · e3 чёрный крест · f3 чёрный круг · b2 чёрный крест · d2 чёрный крест · h2 чёрный конь · b1 чёрный круг · c1 белый слон · f1 чёрный круг | b8 чёрный крест · d8 чёрный крест · a7 чёрный крест · e7 чёрный крест · f6 чёрный крест · h6 чёрный крест · g5 чёрный крест · a4 чёрный круг · f4 чёрный крест · g4 чёрный круг · h4 чёрный крест · a3 чёрный крест · b3 чёрный круг · e3 чёрный крест · f3 чёрный круг · b2 чёрный крест · d2 чёрный крест · h2 чёрный конь · b1 чёрный круг · c1 белый слон · f1 чёрный круг | b8 чёрный крест · d8 чёрный крест · a7 чёрный крест · e7 чёрный крест · f6 чёрный крест · h6 чёрный крест · g5 чёрный крест · a4 чёрный круг · f4 чёрный крест · g4 чёрный круг · h4 чёрный крест · a3 чёрный крест · b3 чёрный круг · e3 чёрный крест · f3 чёрный круг · b2 чёрный крест · d2 чёрный крест · h2 чёрный конь · b1 чёрный круг · c1 белый слон · f1 чёрный круг | b8 чёрный крест · d8 чёрный крест · a7 чёрный крест · e7 чёрный крест · f6 чёрный крест · h6 чёрный крест · g5 чёрный крест · a4 чёрный круг · f4 чёрный крест · g4 чёрный круг · h4 чёрный крест · a3 чёрный крест · b3 чёрный круг · e3 чёрный крест · f3 чёрный круг · b2 чёрный крест · d2 чёрный крест · h2 чёрный конь · b1 чёрный круг · c1 белый слон · f1 чёрный круг | 6 |
| 5 | b8 чёрный крест · d8 чёрный крест · a7 чёрный крест · e7 чёрный крест · f6 чёрный крест · h6 чёрный крест · g5 чёрный крест · a4 чёрный круг · f4 чёрный крест · g4 чёрный круг · h4 чёрный крест · a3 чёрный крест · b3 чёрный круг · e3 чёрный крест · f3 чёрный круг · b2 чёрный крест · d2 чёрный крест · h2 чёрный конь · b1 чёрный круг · c1 белый слон · f1 чёрный круг | b8 чёрный крест · d8 чёрный крест · a7 чёрный крест · e7 чёрный крест · f6 чёрный крест · h6 чёрный крест · g5 чёрный крест · a4 чёрный круг · f4 чёрный крест · g4 чёрный круг · h4 чёрный крест · a3 чёрный крест · b3 чёрный круг · e3 чёрный крест · f3 чёрный круг · b2 чёрный крест · d2 чёрный крест · h2 чёрный конь · b1 чёрный круг · c1 белый слон · f1 чёрный круг | b8 чёрный крест · d8 чёрный крест · a7 чёрный крест · e7 чёрный крест · f6 чёрный крест · h6 чёрный крест · g5 чёрный крест · a4 чёрный круг · f4 чёрный крест · g4 чёрный круг · h4 чёрный крест · a3 чёрный крест · b3 чёрный круг · e3 чёрный крест · f3 чёрный круг · b2 чёрный крест · d2 чёрный крест · h2 чёрный конь · b1 чёрный круг · c1 белый слон · f1 чёрный круг | b8 чёрный крест · d8 чёрный крест · a7 чёрный крест · e7 чёрный крест · f6 чёрный крест · h6 чёрный крест · g5 чёрный крест · a4 чёрный круг · f4 чёрный крест · g4 чёрный круг · h4 чёрный крест · a3 чёрный крест · b3 чёрный круг · e3 чёрный крест · f3 чёрный круг · b2 чёрный крест · d2 чёрный крест · h2 чёрный конь · b1 чёрный круг · c1 белый слон · f1 чёрный круг | b8 чёрный крест · d8 чёрный крест · a7 чёрный крест · e7 чёрный крест · f6 чёрный крест · h6 чёрный крест · g5 чёрный крест · a4 чёрный круг · f4 чёрный крест · g4 чёрный круг · h4 чёрный крест · a3 чёрный крест · b3 чёрный круг · e3 чёрный крест · f3 чёрный круг · b2 чёрный крест · d2 чёрный крест · h2 чёрный конь · b1 чёрный круг · c1 белый слон · f1 чёрный круг | b8 чёрный крест · d8 чёрный крест · a7 чёрный крест · e7 чёрный крест · f6 чёрный крест · h6 чёрный крест · g5 чёрный крест · a4 чёрный круг · f4 чёрный крест · g4 чёрный круг · h4 чёрный крест · a3 чёрный крест · b3 чёрный круг · e3 чёрный крест · f3 чёрный круг · b2 чёрный крест · d2 чёрный крест · h2 чёрный конь · b1 чёрный круг · c1 белый слон · f1 чёрный круг | b8 чёрный крест · d8 чёрный крест · a7 чёрный крест · e7 чёрный крест · f6 чёрный крест · h6 чёрный крест · g5 чёрный крест · a4 чёрный круг · f4 чёрный крест · g4 чёрный круг · h4 чёрный крест · a3 чёрный крест · b3 чёрный круг · e3 чёрный крест · f3 чёрный круг · b2 чёрный крест · d2 чёрный крест · h2 чёрный конь · b1 чёрный круг · c1 белый слон · f1 чёрный круг | b8 чёрный крест · d8 чёрный крест · a7 чёрный крест · e7 чёрный крест · f6 чёрный крест · h6 чёрный крест · g5 чёрный крест · a4 чёрный круг · f4 чёрный крест · g4 чёрный круг · h4 чёрный крест · a3 чёрный крест · b3 чёрный круг · e3 чёрный крест · f3 чёрный круг · b2 чёрный крест · d2 чёрный крест · h2 чёрный конь · b1 чёрный круг · c1 белый слон · f1 чёрный круг | 5 |
| 4 | b8 чёрный крест · d8 чёрный крест · a7 чёрный крест · e7 чёрный крест · f6 чёрный крест · h6 чёрный крест · g5 чёрный крест · a4 чёрный круг · f4 чёрный крест · g4 чёрный круг · h4 чёрный крест · a3 чёрный крест · b3 чёрный круг · e3 чёрный крест · f3 чёрный круг · b2 чёрный крест · d2 чёрный крест · h2 чёрный конь · b1 чёрный круг · c1 белый слон · f1 чёрный круг | b8 чёрный крест · d8 чёрный крест · a7 чёрный крест · e7 чёрный крест · f6 чёрный крест · h6 чёрный крест · g5 чёрный крест · a4 чёрный круг · f4 чёрный крест · g4 чёрный круг · h4 чёрный крест · a3 чёрный крест · b3 чёрный круг · e3 чёрный крест · f3 чёрный круг · b2 чёрный крест · d2 чёрный крест · h2 чёрный конь · b1 чёрный круг · c1 белый слон · f1 чёрный круг | b8 чёрный крест · d8 чёрный крест · a7 чёрный крест · e7 чёрный крест · f6 чёрный крест · h6 чёрный крест · g5 чёрный крест · a4 чёрный круг · f4 чёрный крест · g4 чёрный круг · h4 чёрный крест · a3 чёрный крест · b3 чёрный круг · e3 чёрный крест · f3 чёрный круг · b2 чёрный крест · d2 чёрный крест · h2 чёрный конь · b1 чёрный круг · c1 белый слон · f1 чёрный круг | b8 чёрный крест · d8 чёрный крест · a7 чёрный крест · e7 чёрный крест · f6 чёрный крест · h6 чёрный крест · g5 чёрный крест · a4 чёрный круг · f4 чёрный крест · g4 чёрный круг · h4 чёрный крест · a3 чёрный крест · b3 чёрный круг · e3 чёрный крест · f3 чёрный круг · b2 чёрный крест · d2 чёрный крест · h2 чёрный конь · b1 чёрный круг · c1 белый слон · f1 чёрный круг | b8 чёрный крест · d8 чёрный крест · a7 чёрный крест · e7 чёрный крест · f6 чёрный крест · h6 чёрный крест · g5 чёрный крест · a4 чёрный круг · f4 чёрный крест · g4 чёрный круг · h4 чёрный крест · a3 чёрный крест · b3 чёрный круг · e3 чёрный крест · f3 чёрный круг · b2 чёрный крест · d2 чёрный крест · h2 чёрный конь · b1 чёрный круг · c1 белый слон · f1 чёрный круг | b8 чёрный крест · d8 чёрный крест · a7 чёрный крест · e7 чёрный крест · f6 чёрный крест · h6 чёрный крест · g5 чёрный крест · a4 чёрный круг · f4 чёрный крест · g4 чёрный круг · h4 чёрный крест · a3 чёрный крест · b3 чёрный круг · e3 чёрный крест · f3 чёрный круг · b2 чёрный крест · d2 чёрный крест · h2 чёрный конь · b1 чёрный круг · c1 белый слон · f1 чёрный круг | b8 чёрный крест · d8 чёрный крест · a7 чёрный крест · e7 чёрный крест · f6 чёрный крест · h6 чёрный крест · g5 чёрный крест · a4 чёрный круг · f4 чёрный крест · g4 чёрный круг · h4 чёрный крест · a3 чёрный крест · b3 чёрный круг · e3 чёрный крест · f3 чёрный круг · b2 чёрный крест · d2 чёрный крест · h2 чёрный конь · b1 чёрный круг · c1 белый слон · f1 чёрный круг | b8 чёрный крест · d8 чёрный крест · a7 чёрный крест · e7 чёрный крест · f6 чёрный крест · h6 чёрный крест · g5 чёрный крест · a4 чёрный круг · f4 чёрный крест · g4 чёрный круг · h4 чёрный крест · a3 чёрный крест · b3 чёрный круг · e3 чёрный крест · f3 чёрный круг · b2 чёрный крест · d2 чёрный крест · h2 чёрный конь · b1 чёрный круг · c1 белый слон · f1 чёрный круг | 4 |
| 3 | b8 чёрный крест · d8 чёрный крест · a7 чёрный крест · e7 чёрный крест · f6 чёрный крест · h6 чёрный крест · g5 чёрный крест · a4 чёрный круг · f4 чёрный крест · g4 чёрный круг · h4 чёрный крест · a3 чёрный крест · b3 чёрный круг · e3 чёрный крест · f3 чёрный круг · b2 чёрный крест · d2 чёрный крест · h2 чёрный конь · b1 чёрный круг · c1 белый слон · f1 чёрный круг | b8 чёрный крест · d8 чёрный крест · a7 чёрный крест · e7 чёрный крест · f6 чёрный крест · h6 чёрный крест · g5 чёрный крест · a4 чёрный круг · f4 чёрный крест · g4 чёрный круг · h4 чёрный крест · a3 чёрный крест · b3 чёрный круг · e3 чёрный крест · f3 чёрный круг · b2 чёрный крест · d2 чёрный крест · h2 чёрный конь · b1 чёрный круг · c1 белый слон · f1 чёрный круг | b8 чёрный крест · d8 чёрный крест · a7 чёрный крест · e7 чёрный крест · f6 чёрный крест · h6 чёрный крест · g5 чёрный крест · a4 чёрный круг · f4 чёрный крест · g4 чёрный круг · h4 чёрный крест · a3 чёрный крест · b3 чёрный круг · e3 чёрный крест · f3 чёрный круг · b2 чёрный крест · d2 чёрный крест · h2 чёрный конь · b1 чёрный круг · c1 белый слон · f1 чёрный круг | b8 чёрный крест · d8 чёрный крест · a7 чёрный крест · e7 чёрный крест · f6 чёрный крест · h6 чёрный крест · g5 чёрный крест · a4 чёрный круг · f4 чёрный крест · g4 чёрный круг · h4 чёрный крест · a3 чёрный крест · b3 чёрный круг · e3 чёрный крест · f3 чёрный круг · b2 чёрный крест · d2 чёрный крест · h2 чёрный конь · b1 чёрный круг · c1 белый слон · f1 чёрный круг | b8 чёрный крест · d8 чёрный крест · a7 чёрный крест · e7 чёрный крест · f6 чёрный крест · h6 чёрный крест · g5 чёрный крест · a4 чёрный круг · f4 чёрный крест · g4 чёрный круг · h4 чёрный крест · a3 чёрный крест · b3 чёрный круг · e3 чёрный крест · f3 чёрный круг · b2 чёрный крест · d2 чёрный крест · h2 чёрный конь · b1 чёрный круг · c1 белый слон · f1 чёрный круг | b8 чёрный крест · d8 чёрный крест · a7 чёрный крест · e7 чёрный крест · f6 чёрный крест · h6 чёрный крест · g5 чёрный крест · a4 чёрный круг · f4 чёрный крест · g4 чёрный круг · h4 чёрный крест · a3 чёрный крест · b3 чёрный круг · e3 чёрный крест · f3 чёрный круг · b2 чёрный крест · d2 чёрный крест · h2 чёрный конь · b1 чёрный круг · c1 белый слон · f1 чёрный круг | b8 чёрный крест · d8 чёрный крест · a7 чёрный крест · e7 чёрный крест · f6 чёрный крест · h6 чёрный крест · g5 чёрный крест · a4 чёрный круг · f4 чёрный крест · g4 чёрный круг · h4 чёрный крест · a3 чёрный крест · b3 чёрный круг · e3 чёрный крест · f3 чёрный круг · b2 чёрный крест · d2 чёрный крест · h2 чёрный конь · b1 чёрный круг · c1 белый слон · f1 чёрный круг | b8 чёрный крест · d8 чёрный крест · a7 чёрный крест · e7 чёрный крест · f6 чёрный крест · h6 чёрный крест · g5 чёрный крест · a4 чёрный круг · f4 чёрный крест · g4 чёрный круг · h4 чёрный крест · a3 чёрный крест · b3 чёрный круг · e3 чёрный крест · f3 чёрный круг · b2 чёрный крест · d2 чёрный крест · h2 чёрный конь · b1 чёрный круг · c1 белый слон · f1 чёрный круг | 3 |
| 2 | b8 чёрный крест · d8 чёрный крест · a7 чёрный крест · e7 чёрный крест · f6 чёрный крест · h6 чёрный крест · g5 чёрный крест · a4 чёрный круг · f4 чёрный крест · g4 чёрный круг · h4 чёрный крест · a3 чёрный крест · b3 чёрный круг · e3 чёрный крест · f3 чёрный круг · b2 чёрный крест · d2 чёрный крест · h2 чёрный конь · b1 чёрный круг · c1 белый слон · f1 чёрный круг | b8 чёрный крест · d8 чёрный крест · a7 чёрный крест · e7 чёрный крест · f6 чёрный крест · h6 чёрный крест · g5 чёрный крест · a4 чёрный круг · f4 чёрный крест · g4 чёрный круг · h4 чёрный крест · a3 чёрный крест · b3 чёрный круг · e3 чёрный крест · f3 чёрный круг · b2 чёрный крест · d2 чёрный крест · h2 чёрный конь · b1 чёрный круг · c1 белый слон · f1 чёрный круг | b8 чёрный крест · d8 чёрный крест · a7 чёрный крест · e7 чёрный крест · f6 чёрный крест · h6 чёрный крест · g5 чёрный крест · a4 чёрный круг · f4 чёрный крест · g4 чёрный круг · h4 чёрный крест · a3 чёрный крест · b3 чёрный круг · e3 чёрный крест · f3 чёрный круг · b2 чёрный крест · d2 чёрный крест · h2 чёрный конь · b1 чёрный круг · c1 белый слон · f1 чёрный круг | b8 чёрный крест · d8 чёрный крест · a7 чёрный крест · e7 чёрный крест · f6 чёрный крест · h6 чёрный крест · g5 чёрный крест · a4 чёрный круг · f4 чёрный крест · g4 чёрный круг · h4 чёрный крест · a3 чёрный крест · b3 чёрный круг · e3 чёрный крест · f3 чёрный круг · b2 чёрный крест · d2 чёрный крест · h2 чёрный конь · b1 чёрный круг · c1 белый слон · f1 чёрный круг | b8 чёрный крест · d8 чёрный крест · a7 чёрный крест · e7 чёрный крест · f6 чёрный крест · h6 чёрный крест · g5 чёрный крест · a4 чёрный круг · f4 чёрный крест · g4 чёрный круг · h4 чёрный крест · a3 чёрный крест · b3 чёрный круг · e3 чёрный крест · f3 чёрный круг · b2 чёрный крест · d2 чёрный крест · h2 чёрный конь · b1 чёрный круг · c1 белый слон · f1 чёрный круг | b8 чёрный крест · d8 чёрный крест · a7 чёрный крест · e7 чёрный крест · f6 чёрный крест · h6 чёрный крест · g5 чёрный крест · a4 чёрный круг · f4 чёрный крест · g4 чёрный круг · h4 чёрный крест · a3 чёрный крест · b3 чёрный круг · e3 чёрный крест · f3 чёрный круг · b2 чёрный крест · d2 чёрный крест · h2 чёрный конь · b1 чёрный круг · c1 белый слон · f1 чёрный круг | b8 чёрный крест · d8 чёрный крест · a7 чёрный крест · e7 чёрный крест · f6 чёрный крест · h6 чёрный крест · g5 чёрный крест · a4 чёрный круг · f4 чёрный крест · g4 чёрный круг · h4 чёрный крест · a3 чёрный крест · b3 чёрный круг · e3 чёрный крест · f3 чёрный круг · b2 чёрный крест · d2 чёрный крест · h2 чёрный конь · b1 чёрный круг · c1 белый слон · f1 чёрный круг | b8 чёрный крест · d8 чёрный крест · a7 чёрный крест · e7 чёрный крест · f6 чёрный крест · h6 чёрный крест · g5 чёрный крест · a4 чёрный круг · f4 чёрный крест · g4 чёрный круг · h4 чёрный крест · a3 чёрный крест · b3 чёрный круг · e3 чёрный крест · f3 чёрный круг · b2 чёрный крест · d2 чёрный крест · h2 чёрный конь · b1 чёрный круг · c1 белый слон · f1 чёрный круг | 2 |
| 1 | b8 чёрный крест · d8 чёрный крест · a7 чёрный крест · e7 чёрный крест · f6 чёрный крест · h6 чёрный крест · g5 чёрный крест · a4 чёрный круг · f4 чёрный крест · g4 чёрный круг · h4 чёрный крест · a3 чёрный крест · b3 чёрный круг · e3 чёрный крест · f3 чёрный круг · b2 чёрный крест · d2 чёрный крест · h2 чёрный конь · b1 чёрный круг · c1 белый слон · f1 чёрный круг | b8 чёрный крест · d8 чёрный крест · a7 чёрный крест · e7 чёрный крест · f6 чёрный крест · h6 чёрный крест · g5 чёрный крест · a4 чёрный круг · f4 чёрный крест · g4 чёрный круг · h4 чёрный крест · a3 чёрный крест · b3 чёрный круг · e3 чёрный крест · f3 чёрный круг · b2 чёрный крест · d2 чёрный крест · h2 чёрный конь · b1 чёрный круг · c1 белый слон · f1 чёрный круг | b8 чёрный крест · d8 чёрный крест · a7 чёрный крест · e7 чёрный крест · f6 чёрный крест · h6 чёрный крест · g5 чёрный крест · a4 чёрный круг · f4 чёрный крест · g4 чёрный круг · h4 чёрный крест · a3 чёрный крест · b3 чёрный круг · e3 чёрный крест · f3 чёрный круг · b2 чёрный крест · d2 чёрный крест · h2 чёрный конь · b1 чёрный круг · c1 белый слон · f1 чёрный круг | b8 чёрный крест · d8 чёрный крест · a7 чёрный крест · e7 чёрный крест · f6 чёрный крест · h6 чёрный крест · g5 чёрный крест · a4 чёрный круг · f4 чёрный крест · g4 чёрный круг · h4 чёрный крест · a3 чёрный крест · b3 чёрный круг · e3 чёрный крест · f3 чёрный круг · b2 чёрный крест · d2 чёрный крест · h2 чёрный конь · b1 чёрный круг · c1 белый слон · f1 чёрный круг | b8 чёрный крест · d8 чёрный крест · a7 чёрный крест · e7 чёрный крест · f6 чёрный крест · h6 чёрный крест · g5 чёрный крест · a4 чёрный круг · f4 чёрный крест · g4 чёрный круг · h4 чёрный крест · a3 чёрный крест · b3 чёрный круг · e3 чёрный крест · f3 чёрный круг · b2 чёрный крест · d2 чёрный крест · h2 чёрный конь · b1 чёрный круг · c1 белый слон · f1 чёрный круг | b8 чёрный крест · d8 чёрный крест · a7 чёрный крест · e7 чёрный крест · f6 чёрный крест · h6 чёрный крест · g5 чёрный крест · a4 чёрный круг · f4 чёрный крест · g4 чёрный круг · h4 чёрный крест · a3 чёрный крест · b3 чёрный круг · e3 чёрный крест · f3 чёрный круг · b2 чёрный крест · d2 чёрный крест · h2 чёрный конь · b1 чёрный круг · c1 белый слон · f1 чёрный круг | b8 чёрный крест · d8 чёрный крест · a7 чёрный крест · e7 чёрный крест · f6 чёрный крест · h6 чёрный крест · g5 чёрный крест · a4 чёрный круг · f4 чёрный крест · g4 чёрный круг · h4 чёрный крест · a3 чёрный крест · b3 чёрный круг · e3 чёрный крест · f3 чёрный круг · b2 чёрный крест · d2 чёрный крест · h2 чёрный конь · b1 чёрный круг · c1 белый слон · f1 чёрный круг | b8 чёрный крест · d8 чёрный крест · a7 чёрный крест · e7 чёрный крест · f6 чёрный крест · h6 чёрный крест · g5 чёрный крест · a4 чёрный круг · f4 чёрный крест · g4 чёрный круг · h4 чёрный крест · a3 чёрный крест · b3 чёрный круг · e3 чёрный крест · f3 чёрный круг · b2 чёрный крест · d2 чёрный крест · h2 чёрный конь · b1 чёрный круг · c1 белый слон · f1 чёрный круг | 1 |
|   | a | b | c | d | e | f | g | h |   |

## Вертикальный цилиндр
Вертикали «a» и «h» являются соседними: например, король, находясь на поле a5, может перейти на поля h4, h5 или h6; ладьи на начальных позициях защищают друг друга. Все вертикали равноправны, вертикальных краёв у доски нет.
Некоторые фигуры (ферзь, ладья, слон) могут в одиночку объявить двойной шах. Например, слон или ферзь на c5 даёт двойной шах королю на g1 — «диагонали» c5-d4-e3-f2-g1 и c5-b4-a3-h2-g1 пересекаются в двух точках. Ладья или ферзь, находясь на одной горизонтали с неприятельским королём, ставит ему двойной шах, если на горизонтали нет других фигур и пешек.
Начальная расстановка фигур и правила остаются обычными. Запрещены (в других вариантах, в том числе в шахматной композиции, разрешены) «кругосветные» ходы, при которых позиция на доске не меняется (например, Фа3—а3). Иногда разрешаются два дополнительных вида рокировки: «сверхдлинная» (Ла1—f1, Крe1—g1) и «сверх-сверхдлинная» (Лh1—d1, Крe1—c1); в других вариантах рокировки вообще запрещены. В цилиндрических шахматах слон близок по силе к ладье.

## Горизонтальный цилиндр
Аналогично вертикальному цилиндру, 1-я и 8-я горизонтали являются соседними.

## Сворачивание доски в двух направлениях
Левый край доски a1-a8 склеивается с правым h1-h8, а край a1-h1 склеивается сам с собой, но с поворотом на 180 градусов. Точно так же склеивается и край a8-h8. Начальная расстановка фигур может оставаться неизменной.
|   | a | b | c | d | e | f | g | h |   |
| - | --- | --- | --- | --- | --- | --- | --- | --- | - |
| 8 | c6 чёрная пешка · h6 белая ладья · b5 чёрный король · c5 чёрная пешка · h4 белая ладья · a3 белый король | c6 чёрная пешка · h6 белая ладья · b5 чёрный король · c5 чёрная пешка · h4 белая ладья · a3 белый король | c6 чёрная пешка · h6 белая ладья · b5 чёрный король · c5 чёрная пешка · h4 белая ладья · a3 белый король | c6 чёрная пешка · h6 белая ладья · b5 чёрный король · c5 чёрная пешка · h4 белая ладья · a3 белый король | c6 чёрная пешка · h6 белая ладья · b5 чёрный король · c5 чёрная пешка · h4 белая ладья · a3 белый король | c6 чёрная пешка · h6 белая ладья · b5 чёрный король · c5 чёрная пешка · h4 белая ладья · a3 белый король | c6 чёрная пешка · h6 белая ладья · b5 чёрный король · c5 чёрная пешка · h4 белая ладья · a3 белый король | c6 чёрная пешка · h6 белая ладья · b5 чёрный король · c5 чёрная пешка · h4 белая ладья · a3 белый король | 8 |
| 7 | c6 чёрная пешка · h6 белая ладья · b5 чёрный король · c5 чёрная пешка · h4 белая ладья · a3 белый король | c6 чёрная пешка · h6 белая ладья · b5 чёрный король · c5 чёрная пешка · h4 белая ладья · a3 белый король | c6 чёрная пешка · h6 белая ладья · b5 чёрный король · c5 чёрная пешка · h4 белая ладья · a3 белый король | c6 чёрная пешка · h6 белая ладья · b5 чёрный король · c5 чёрная пешка · h4 белая ладья · a3 белый король | c6 чёрная пешка · h6 белая ладья · b5 чёрный король · c5 чёрная пешка · h4 белая ладья · a3 белый король | c6 чёрная пешка · h6 белая ладья · b5 чёрный король · c5 чёрная пешка · h4 белая ладья · a3 белый король | c6 чёрная пешка · h6 белая ладья · b5 чёрный король · c5 чёрная пешка · h4 белая ладья · a3 белый король | c6 чёрная пешка · h6 белая ладья · b5 чёрный король · c5 чёрная пешка · h4 белая ладья · a3 белый король | 7 |
| 6 | c6 чёрная пешка · h6 белая ладья · b5 чёрный король · c5 чёрная пешка · h4 белая ладья · a3 белый король | c6 чёрная пешка · h6 белая ладья · b5 чёрный король · c5 чёрная пешка · h4 белая ладья · a3 белый король | c6 чёрная пешка · h6 белая ладья · b5 чёрный король · c5 чёрная пешка · h4 белая ладья · a3 белый король | c6 чёрная пешка · h6 белая ладья · b5 чёрный король · c5 чёрная пешка · h4 белая ладья · a3 белый король | c6 чёрная пешка · h6 белая ладья · b5 чёрный король · c5 чёрная пешка · h4 белая ладья · a3 белый король | c6 чёрная пешка · h6 белая ладья · b5 чёрный король · c5 чёрная пешка · h4 белая ладья · a3 белый король | c6 чёрная пешка · h6 белая ладья · b5 чёрный король · c5 чёрная пешка · h4 белая ладья · a3 белый король | c6 чёрная пешка · h6 белая ладья · b5 чёрный король · c5 чёрная пешка · h4 белая ладья · a3 белый король | 6 |
| 5 | c6 чёрная пешка · h6 белая ладья · b5 чёрный король · c5 чёрная пешка · h4 белая ладья · a3 белый король | c6 чёрная пешка · h6 белая ладья · b5 чёрный король · c5 чёрная пешка · h4 белая ладья · a3 белый король | c6 чёрная пешка · h6 белая ладья · b5 чёрный король · c5 чёрная пешка · h4 белая ладья · a3 белый король | c6 чёрная пешка · h6 белая ладья · b5 чёрный король · c5 чёрная пешка · h4 белая ладья · a3 белый король | c6 чёрная пешка · h6 белая ладья · b5 чёрный король · c5 чёрная пешка · h4 белая ладья · a3 белый король | c6 чёрная пешка · h6 белая ладья · b5 чёрный король · c5 чёрная пешка · h4 белая ладья · a3 белый король | c6 чёрная пешка · h6 белая ладья · b5 чёрный король · c5 чёрная пешка · h4 белая ладья · a3 белый король | c6 чёрная пешка · h6 белая ладья · b5 чёрный король · c5 чёрная пешка · h4 белая ладья · a3 белый король | 5 |
| 4 | c6 чёрная пешка · h6 белая ладья · b5 чёрный король · c5 чёрная пешка · h4 белая ладья · a3 белый король | c6 чёрная пешка · h6 белая ладья · b5 чёрный король · c5 чёрная пешка · h4 белая ладья · a3 белый король | c6 чёрная пешка · h6 белая ладья · b5 чёрный король · c5 чёрная пешка · h4 белая ладья · a3 белый король | c6 чёрная пешка · h6 белая ладья · b5 чёрный король · c5 чёрная пешка · h4 белая ладья · a3 белый король | c6 чёрная пешка · h6 белая ладья · b5 чёрный король · c5 чёрная пешка · h4 белая ладья · a3 белый король | c6 чёрная пешка · h6 белая ладья · b5 чёрный король · c5 чёрная пешка · h4 белая ладья · a3 белый король | c6 чёрная пешка · h6 белая ладья · b5 чёрный король · c5 чёрная пешка · h4 белая ладья · a3 белый король | c6 чёрная пешка · h6 белая ладья · b5 чёрный король · c5 чёрная пешка · h4 белая ладья · a3 белый король | 4 |
| 3 | c6 чёрная пешка · h6 белая ладья · b5 чёрный король · c5 чёрная пешка · h4 белая ладья · a3 белый король | c6 чёрная пешка · h6 белая ладья · b5 чёрный король · c5 чёрная пешка · h4 белая ладья · a3 белый король | c6 чёрная пешка · h6 белая ладья · b5 чёрный король · c5 чёрная пешка · h4 белая ладья · a3 белый король | c6 чёрная пешка · h6 белая ладья · b5 чёрный король · c5 чёрная пешка · h4 белая ладья · a3 белый король | c6 чёрная пешка · h6 белая ладья · b5 чёрный король · c5 чёрная пешка · h4 белая ладья · a3 белый король | c6 чёрная пешка · h6 белая ладья · b5 чёрный король · c5 чёрная пешка · h4 белая ладья · a3 белый король | c6 чёрная пешка · h6 белая ладья · b5 чёрный король · c5 чёрная пешка · h4 белая ладья · a3 белый король | c6 чёрная пешка · h6 белая ладья · b5 чёрный король · c5 чёрная пешка · h4 белая ладья · a3 белый король | 3 |
| 2 | c6 чёрная пешка · h6 белая ладья · b5 чёрный король · c5 чёрная пешка · h4 белая ладья · a3 белый король | c6 чёрная пешка · h6 белая ладья · b5 чёрный король · c5 чёрная пешка · h4 белая ладья · a3 белый король | c6 чёрная пешка · h6 белая ладья · b5 чёрный король · c5 чёрная пешка · h4 белая ладья · a3 белый король | c6 чёрная пешка · h6 белая ладья · b5 чёрный король · c5 чёрная пешка · h4 белая ладья · a3 белый король | c6 чёрная пешка · h6 белая ладья · b5 чёрный король · c5 чёрная пешка · h4 белая ладья · a3 белый король | c6 чёрная пешка · h6 белая ладья · b5 чёрный король · c5 чёрная пешка · h4 белая ладья · a3 белый король | c6 чёрная пешка · h6 белая ладья · b5 чёрный король · c5 чёрная пешка · h4 белая ладья · a3 белый король | c6 чёрная пешка · h6 белая ладья · b5 чёрный король · c5 чёрная пешка · h4 белая ладья · a3 белый король | 2 |
| 1 | c6 чёрная пешка · h6 белая ладья · b5 чёрный король · c5 чёрная пешка · h4 белая ладья · a3 белый король | c6 чёрная пешка · h6 белая ладья · b5 чёрный король · c5 чёрная пешка · h4 белая ладья · a3 белый король | c6 чёрная пешка · h6 белая ладья · b5 чёрный король · c5 чёрная пешка · h4 белая ладья · a3 белый король | c6 чёрная пешка · h6 белая ладья · b5 чёрный король · c5 чёрная пешка · h4 белая ладья · a3 белый король | c6 чёрная пешка · h6 белая ладья · b5 чёрный король · c5 чёрная пешка · h4 белая ладья · a3 белый король | c6 чёрная пешка · h6 белая ладья · b5 чёрный король · c5 чёрная пешка · h4 белая ладья · a3 белый король | c6 чёрная пешка · h6 белая ладья · b5 чёрный король · c5 чёрная пешка · h4 белая ладья · a3 белый король | c6 чёрная пешка · h6 белая ладья · b5 чёрный король · c5 чёрная пешка · h4 белая ладья · a3 белый король | 1 |
|   | a | b | c | d | e | f | g | h |   |

|   | a | b | c | d | e | f | g | h |   |
| - | --- | --- | --- | --- | --- | --- | --- | --- | - |
| 8 | a8 чёрная ладья · c8 чёрный слон · f8 чёрный слон · h8 чёрная ладья · a7 чёрная пешка · b7 чёрная пешка · g7 чёрная пешка · h7 чёрная пешка · a6 чёрный конь · c6 чёрная пешка · d6 чёрный ферзь · e6 чёрный король · f6 чёрная пешка · h6 чёрный конь · d5 чёрная пешка · e5 чёрная пешка · d4 белая пешка · e4 белая пешка · a3 белый конь · c3 белая пешка · d3 белый ферзь · e3 белый король · f3 белая пешка · h3 белый конь · a2 белая пешка · b2 белая пешка · g2 белая пешка · h2 белая пешка · a1 белая ладья · c1 белый слон · f1 белый слон · h1 белая ладья | a8 чёрная ладья · c8 чёрный слон · f8 чёрный слон · h8 чёрная ладья · a7 чёрная пешка · b7 чёрная пешка · g7 чёрная пешка · h7 чёрная пешка · a6 чёрный конь · c6 чёрная пешка · d6 чёрный ферзь · e6 чёрный король · f6 чёрная пешка · h6 чёрный конь · d5 чёрная пешка · e5 чёрная пешка · d4 белая пешка · e4 белая пешка · a3 белый конь · c3 белая пешка · d3 белый ферзь · e3 белый король · f3 белая пешка · h3 белый конь · a2 белая пешка · b2 белая пешка · g2 белая пешка · h2 белая пешка · a1 белая ладья · c1 белый слон · f1 белый слон · h1 белая ладья | a8 чёрная ладья · c8 чёрный слон · f8 чёрный слон · h8 чёрная ладья · a7 чёрная пешка · b7 чёрная пешка · g7 чёрная пешка · h7 чёрная пешка · a6 чёрный конь · c6 чёрная пешка · d6 чёрный ферзь · e6 чёрный король · f6 чёрная пешка · h6 чёрный конь · d5 чёрная пешка · e5 чёрная пешка · d4 белая пешка · e4 белая пешка · a3 белый конь · c3 белая пешка · d3 белый ферзь · e3 белый король · f3 белая пешка · h3 белый конь · a2 белая пешка · b2 белая пешка · g2 белая пешка · h2 белая пешка · a1 белая ладья · c1 белый слон · f1 белый слон · h1 белая ладья | a8 чёрная ладья · c8 чёрный слон · f8 чёрный слон · h8 чёрная ладья · a7 чёрная пешка · b7 чёрная пешка · g7 чёрная пешка · h7 чёрная пешка · a6 чёрный конь · c6 чёрная пешка · d6 чёрный ферзь · e6 чёрный король · f6 чёрная пешка · h6 чёрный конь · d5 чёрная пешка · e5 чёрная пешка · d4 белая пешка · e4 белая пешка · a3 белый конь · c3 белая пешка · d3 белый ферзь · e3 белый король · f3 белая пешка · h3 белый конь · a2 белая пешка · b2 белая пешка · g2 белая пешка · h2 белая пешка · a1 белая ладья · c1 белый слон · f1 белый слон · h1 белая ладья | a8 чёрная ладья · c8 чёрный слон · f8 чёрный слон · h8 чёрная ладья · a7 чёрная пешка · b7 чёрная пешка · g7 чёрная пешка · h7 чёрная пешка · a6 чёрный конь · c6 чёрная пешка · d6 чёрный ферзь · e6 чёрный король · f6 чёрная пешка · h6 чёрный конь · d5 чёрная пешка · e5 чёрная пешка · d4 белая пешка · e4 белая пешка · a3 белый конь · c3 белая пешка · d3 белый ферзь · e3 белый король · f3 белая пешка · h3 белый конь · a2 белая пешка · b2 белая пешка · g2 белая пешка · h2 белая пешка · a1 белая ладья · c1 белый слон · f1 белый слон · h1 белая ладья | a8 чёрная ладья · c8 чёрный слон · f8 чёрный слон · h8 чёрная ладья · a7 чёрная пешка · b7 чёрная пешка · g7 чёрная пешка · h7 чёрная пешка · a6 чёрный конь · c6 чёрная пешка · d6 чёрный ферзь · e6 чёрный король · f6 чёрная пешка · h6 чёрный конь · d5 чёрная пешка · e5 чёрная пешка · d4 белая пешка · e4 белая пешка · a3 белый конь · c3 белая пешка · d3 белый ферзь · e3 белый король · f3 белая пешка · h3 белый конь · a2 белая пешка · b2 белая пешка · g2 белая пешка · h2 белая пешка · a1 белая ладья · c1 белый слон · f1 белый слон · h1 белая ладья | a8 чёрная ладья · c8 чёрный слон · f8 чёрный слон · h8 чёрная ладья · a7 чёрная пешка · b7 чёрная пешка · g7 чёрная пешка · h7 чёрная пешка · a6 чёрный конь · c6 чёрная пешка · d6 чёрный ферзь · e6 чёрный король · f6 чёрная пешка · h6 чёрный конь · d5 чёрная пешка · e5 чёрная пешка · d4 белая пешка · e4 белая пешка · a3 белый конь · c3 белая пешка · d3 белый ферзь · e3 белый король · f3 белая пешка · h3 белый конь · a2 белая пешка · b2 белая пешка · g2 белая пешка · h2 белая пешка · a1 белая ладья · c1 белый слон · f1 белый слон · h1 белая ладья | a8 чёрная ладья · c8 чёрный слон · f8 чёрный слон · h8 чёрная ладья · a7 чёрная пешка · b7 чёрная пешка · g7 чёрная пешка · h7 чёрная пешка · a6 чёрный конь · c6 чёрная пешка · d6 чёрный ферзь · e6 чёрный король · f6 чёрная пешка · h6 чёрный конь · d5 чёрная пешка · e5 чёрная пешка · d4 белая пешка · e4 белая пешка · a3 белый конь · c3 белая пешка · d3 белый ферзь · e3 белый король · f3 белая пешка · h3 белый конь · a2 белая пешка · b2 белая пешка · g2 белая пешка · h2 белая пешка · a1 белая ладья · c1 белый слон · f1 белый слон · h1 белая ладья | 8 |
| 7 | a8 чёрная ладья · c8 чёрный слон · f8 чёрный слон · h8 чёрная ладья · a7 чёрная пешка · b7 чёрная пешка · g7 чёрная пешка · h7 чёрная пешка · a6 чёрный конь · c6 чёрная пешка · d6 чёрный ферзь · e6 чёрный король · f6 чёрная пешка · h6 чёрный конь · d5 чёрная пешка · e5 чёрная пешка · d4 белая пешка · e4 белая пешка · a3 белый конь · c3 белая пешка · d3 белый ферзь · e3 белый король · f3 белая пешка · h3 белый конь · a2 белая пешка · b2 белая пешка · g2 белая пешка · h2 белая пешка · a1 белая ладья · c1 белый слон · f1 белый слон · h1 белая ладья | a8 чёрная ладья · c8 чёрный слон · f8 чёрный слон · h8 чёрная ладья · a7 чёрная пешка · b7 чёрная пешка · g7 чёрная пешка · h7 чёрная пешка · a6 чёрный конь · c6 чёрная пешка · d6 чёрный ферзь · e6 чёрный король · f6 чёрная пешка · h6 чёрный конь · d5 чёрная пешка · e5 чёрная пешка · d4 белая пешка · e4 белая пешка · a3 белый конь · c3 белая пешка · d3 белый ферзь · e3 белый король · f3 белая пешка · h3 белый конь · a2 белая пешка · b2 белая пешка · g2 белая пешка · h2 белая пешка · a1 белая ладья · c1 белый слон · f1 белый слон · h1 белая ладья | a8 чёрная ладья · c8 чёрный слон · f8 чёрный слон · h8 чёрная ладья · a7 чёрная пешка · b7 чёрная пешка · g7 чёрная пешка · h7 чёрная пешка · a6 чёрный конь · c6 чёрная пешка · d6 чёрный ферзь · e6 чёрный король · f6 чёрная пешка · h6 чёрный конь · d5 чёрная пешка · e5 чёрная пешка · d4 белая пешка · e4 белая пешка · a3 белый конь · c3 белая пешка · d3 белый ферзь · e3 белый король · f3 белая пешка · h3 белый конь · a2 белая пешка · b2 белая пешка · g2 белая пешка · h2 белая пешка · a1 белая ладья · c1 белый слон · f1 белый слон · h1 белая ладья | a8 чёрная ладья · c8 чёрный слон · f8 чёрный слон · h8 чёрная ладья · a7 чёрная пешка · b7 чёрная пешка · g7 чёрная пешка · h7 чёрная пешка · a6 чёрный конь · c6 чёрная пешка · d6 чёрный ферзь · e6 чёрный король · f6 чёрная пешка · h6 чёрный конь · d5 чёрная пешка · e5 чёрная пешка · d4 белая пешка · e4 белая пешка · a3 белый конь · c3 белая пешка · d3 белый ферзь · e3 белый король · f3 белая пешка · h3 белый конь · a2 белая пешка · b2 белая пешка · g2 белая пешка · h2 белая пешка · a1 белая ладья · c1 белый слон · f1 белый слон · h1 белая ладья | a8 чёрная ладья · c8 чёрный слон · f8 чёрный слон · h8 чёрная ладья · a7 чёрная пешка · b7 чёрная пешка · g7 чёрная пешка · h7 чёрная пешка · a6 чёрный конь · c6 чёрная пешка · d6 чёрный ферзь · e6 чёрный король · f6 чёрная пешка · h6 чёрный конь · d5 чёрная пешка · e5 чёрная пешка · d4 белая пешка · e4 белая пешка · a3 белый конь · c3 белая пешка · d3 белый ферзь · e3 белый король · f3 белая пешка · h3 белый конь · a2 белая пешка · b2 белая пешка · g2 белая пешка · h2 белая пешка · a1 белая ладья · c1 белый слон · f1 белый слон · h1 белая ладья | a8 чёрная ладья · c8 чёрный слон · f8 чёрный слон · h8 чёрная ладья · a7 чёрная пешка · b7 чёрная пешка · g7 чёрная пешка · h7 чёрная пешка · a6 чёрный конь · c6 чёрная пешка · d6 чёрный ферзь · e6 чёрный король · f6 чёрная пешка · h6 чёрный конь · d5 чёрная пешка · e5 чёрная пешка · d4 белая пешка · e4 белая пешка · a3 белый конь · c3 белая пешка · d3 белый ферзь · e3 белый король · f3 белая пешка · h3 белый конь · a2 белая пешка · b2 белая пешка · g2 белая пешка · h2 белая пешка · a1 белая ладья · c1 белый слон · f1 белый слон · h1 белая ладья | a8 чёрная ладья · c8 чёрный слон · f8 чёрный слон · h8 чёрная ладья · a7 чёрная пешка · b7 чёрная пешка · g7 чёрная пешка · h7 чёрная пешка · a6 чёрный конь · c6 чёрная пешка · d6 чёрный ферзь · e6 чёрный король · f6 чёрная пешка · h6 чёрный конь · d5 чёрная пешка · e5 чёрная пешка · d4 белая пешка · e4 белая пешка · a3 белый конь · c3 белая пешка · d3 белый ферзь · e3 белый король · f3 белая пешка · h3 белый конь · a2 белая пешка · b2 белая пешка · g2 белая пешка · h2 белая пешка · a1 белая ладья · c1 белый слон · f1 белый слон · h1 белая ладья | a8 чёрная ладья · c8 чёрный слон · f8 чёрный слон · h8 чёрная ладья · a7 чёрная пешка · b7 чёрная пешка · g7 чёрная пешка · h7 чёрная пешка · a6 чёрный конь · c6 чёрная пешка · d6 чёрный ферзь · e6 чёрный король · f6 чёрная пешка · h6 чёрный конь · d5 чёрная пешка · e5 чёрная пешка · d4 белая пешка · e4 белая пешка · a3 белый конь · c3 белая пешка · d3 белый ферзь · e3 белый король · f3 белая пешка · h3 белый конь · a2 белая пешка · b2 белая пешка · g2 белая пешка · h2 белая пешка · a1 белая ладья · c1 белый слон · f1 белый слон · h1 белая ладья | 7 |
| 6 | a8 чёрная ладья · c8 чёрный слон · f8 чёрный слон · h8 чёрная ладья · a7 чёрная пешка · b7 чёрная пешка · g7 чёрная пешка · h7 чёрная пешка · a6 чёрный конь · c6 чёрная пешка · d6 чёрный ферзь · e6 чёрный король · f6 чёрная пешка · h6 чёрный конь · d5 чёрная пешка · e5 чёрная пешка · d4 белая пешка · e4 белая пешка · a3 белый конь · c3 белая пешка · d3 белый ферзь · e3 белый король · f3 белая пешка · h3 белый конь · a2 белая пешка · b2 белая пешка · g2 белая пешка · h2 белая пешка · a1 белая ладья · c1 белый слон · f1 белый слон · h1 белая ладья | a8 чёрная ладья · c8 чёрный слон · f8 чёрный слон · h8 чёрная ладья · a7 чёрная пешка · b7 чёрная пешка · g7 чёрная пешка · h7 чёрная пешка · a6 чёрный конь · c6 чёрная пешка · d6 чёрный ферзь · e6 чёрный король · f6 чёрная пешка · h6 чёрный конь · d5 чёрная пешка · e5 чёрная пешка · d4 белая пешка · e4 белая пешка · a3 белый конь · c3 белая пешка · d3 белый ферзь · e3 белый король · f3 белая пешка · h3 белый конь · a2 белая пешка · b2 белая пешка · g2 белая пешка · h2 белая пешка · a1 белая ладья · c1 белый слон · f1 белый слон · h1 белая ладья | a8 чёрная ладья · c8 чёрный слон · f8 чёрный слон · h8 чёрная ладья · a7 чёрная пешка · b7 чёрная пешка · g7 чёрная пешка · h7 чёрная пешка · a6 чёрный конь · c6 чёрная пешка · d6 чёрный ферзь · e6 чёрный король · f6 чёрная пешка · h6 чёрный конь · d5 чёрная пешка · e5 чёрная пешка · d4 белая пешка · e4 белая пешка · a3 белый конь · c3 белая пешка · d3 белый ферзь · e3 белый король · f3 белая пешка · h3 белый конь · a2 белая пешка · b2 белая пешка · g2 белая пешка · h2 белая пешка · a1 белая ладья · c1 белый слон · f1 белый слон · h1 белая ладья | a8 чёрная ладья · c8 чёрный слон · f8 чёрный слон · h8 чёрная ладья · a7 чёрная пешка · b7 чёрная пешка · g7 чёрная пешка · h7 чёрная пешка · a6 чёрный конь · c6 чёрная пешка · d6 чёрный ферзь · e6 чёрный король · f6 чёрная пешка · h6 чёрный конь · d5 чёрная пешка · e5 чёрная пешка · d4 белая пешка · e4 белая пешка · a3 белый конь · c3 белая пешка · d3 белый ферзь · e3 белый король · f3 белая пешка · h3 белый конь · a2 белая пешка · b2 белая пешка · g2 белая пешка · h2 белая пешка · a1 белая ладья · c1 белый слон · f1 белый слон · h1 белая ладья | a8 чёрная ладья · c8 чёрный слон · f8 чёрный слон · h8 чёрная ладья · a7 чёрная пешка · b7 чёрная пешка · g7 чёрная пешка · h7 чёрная пешка · a6 чёрный конь · c6 чёрная пешка · d6 чёрный ферзь · e6 чёрный король · f6 чёрная пешка · h6 чёрный конь · d5 чёрная пешка · e5 чёрная пешка · d4 белая пешка · e4 белая пешка · a3 белый конь · c3 белая пешка · d3 белый ферзь · e3 белый король · f3 белая пешка · h3 белый конь · a2 белая пешка · b2 белая пешка · g2 белая пешка · h2 белая пешка · a1 белая ладья · c1 белый слон · f1 белый слон · h1 белая ладья | a8 чёрная ладья · c8 чёрный слон · f8 чёрный слон · h8 чёрная ладья · a7 чёрная пешка · b7 чёрная пешка · g7 чёрная пешка · h7 чёрная пешка · a6 чёрный конь · c6 чёрная пешка · d6 чёрный ферзь · e6 чёрный король · f6 чёрная пешка · h6 чёрный конь · d5 чёрная пешка · e5 чёрная пешка · d4 белая пешка · e4 белая пешка · a3 белый конь · c3 белая пешка · d3 белый ферзь · e3 белый король · f3 белая пешка · h3 белый конь · a2 белая пешка · b2 белая пешка · g2 белая пешка · h2 белая пешка · a1 белая ладья · c1 белый слон · f1 белый слон · h1 белая ладья | a8 чёрная ладья · c8 чёрный слон · f8 чёрный слон · h8 чёрная ладья · a7 чёрная пешка · b7 чёрная пешка · g7 чёрная пешка · h7 чёрная пешка · a6 чёрный конь · c6 чёрная пешка · d6 чёрный ферзь · e6 чёрный король · f6 чёрная пешка · h6 чёрный конь · d5 чёрная пешка · e5 чёрная пешка · d4 белая пешка · e4 белая пешка · a3 белый конь · c3 белая пешка · d3 белый ферзь · e3 белый король · f3 белая пешка · h3 белый конь · a2 белая пешка · b2 белая пешка · g2 белая пешка · h2 белая пешка · a1 белая ладья · c1 белый слон · f1 белый слон · h1 белая ладья | a8 чёрная ладья · c8 чёрный слон · f8 чёрный слон · h8 чёрная ладья · a7 чёрная пешка · b7 чёрная пешка · g7 чёрная пешка · h7 чёрная пешка · a6 чёрный конь · c6 чёрная пешка · d6 чёрный ферзь · e6 чёрный король · f6 чёрная пешка · h6 чёрный конь · d5 чёрная пешка · e5 чёрная пешка · d4 белая пешка · e4 белая пешка · a3 белый конь · c3 белая пешка · d3 белый ферзь · e3 белый король · f3 белая пешка · h3 белый конь · a2 белая пешка · b2 белая пешка · g2 белая пешка · h2 белая пешка · a1 белая ладья · c1 белый слон · f1 белый слон · h1 белая ладья | 6 |
| 5 | a8 чёрная ладья · c8 чёрный слон · f8 чёрный слон · h8 чёрная ладья · a7 чёрная пешка · b7 чёрная пешка · g7 чёрная пешка · h7 чёрная пешка · a6 чёрный конь · c6 чёрная пешка · d6 чёрный ферзь · e6 чёрный король · f6 чёрная пешка · h6 чёрный конь · d5 чёрная пешка · e5 чёрная пешка · d4 белая пешка · e4 белая пешка · a3 белый конь · c3 белая пешка · d3 белый ферзь · e3 белый король · f3 белая пешка · h3 белый конь · a2 белая пешка · b2 белая пешка · g2 белая пешка · h2 белая пешка · a1 белая ладья · c1 белый слон · f1 белый слон · h1 белая ладья | a8 чёрная ладья · c8 чёрный слон · f8 чёрный слон · h8 чёрная ладья · a7 чёрная пешка · b7 чёрная пешка · g7 чёрная пешка · h7 чёрная пешка · a6 чёрный конь · c6 чёрная пешка · d6 чёрный ферзь · e6 чёрный король · f6 чёрная пешка · h6 чёрный конь · d5 чёрная пешка · e5 чёрная пешка · d4 белая пешка · e4 белая пешка · a3 белый конь · c3 белая пешка · d3 белый ферзь · e3 белый король · f3 белая пешка · h3 белый конь · a2 белая пешка · b2 белая пешка · g2 белая пешка · h2 белая пешка · a1 белая ладья · c1 белый слон · f1 белый слон · h1 белая ладья | a8 чёрная ладья · c8 чёрный слон · f8 чёрный слон · h8 чёрная ладья · a7 чёрная пешка · b7 чёрная пешка · g7 чёрная пешка · h7 чёрная пешка · a6 чёрный конь · c6 чёрная пешка · d6 чёрный ферзь · e6 чёрный король · f6 чёрная пешка · h6 чёрный конь · d5 чёрная пешка · e5 чёрная пешка · d4 белая пешка · e4 белая пешка · a3 белый конь · c3 белая пешка · d3 белый ферзь · e3 белый король · f3 белая пешка · h3 белый конь · a2 белая пешка · b2 белая пешка · g2 белая пешка · h2 белая пешка · a1 белая ладья · c1 белый слон · f1 белый слон · h1 белая ладья | a8 чёрная ладья · c8 чёрный слон · f8 чёрный слон · h8 чёрная ладья · a7 чёрная пешка · b7 чёрная пешка · g7 чёрная пешка · h7 чёрная пешка · a6 чёрный конь · c6 чёрная пешка · d6 чёрный ферзь · e6 чёрный король · f6 чёрная пешка · h6 чёрный конь · d5 чёрная пешка · e5 чёрная пешка · d4 белая пешка · e4 белая пешка · a3 белый конь · c3 белая пешка · d3 белый ферзь · e3 белый король · f3 белая пешка · h3 белый конь · a2 белая пешка · b2 белая пешка · g2 белая пешка · h2 белая пешка · a1 белая ладья · c1 белый слон · f1 белый слон · h1 белая ладья | a8 чёрная ладья · c8 чёрный слон · f8 чёрный слон · h8 чёрная ладья · a7 чёрная пешка · b7 чёрная пешка · g7 чёрная пешка · h7 чёрная пешка · a6 чёрный конь · c6 чёрная пешка · d6 чёрный ферзь · e6 чёрный король · f6 чёрная пешка · h6 чёрный конь · d5 чёрная пешка · e5 чёрная пешка · d4 белая пешка · e4 белая пешка · a3 белый конь · c3 белая пешка · d3 белый ферзь · e3 белый король · f3 белая пешка · h3 белый конь · a2 белая пешка · b2 белая пешка · g2 белая пешка · h2 белая пешка · a1 белая ладья · c1 белый слон · f1 белый слон · h1 белая ладья | a8 чёрная ладья · c8 чёрный слон · f8 чёрный слон · h8 чёрная ладья · a7 чёрная пешка · b7 чёрная пешка · g7 чёрная пешка · h7 чёрная пешка · a6 чёрный конь · c6 чёрная пешка · d6 чёрный ферзь · e6 чёрный король · f6 чёрная пешка · h6 чёрный конь · d5 чёрная пешка · e5 чёрная пешка · d4 белая пешка · e4 белая пешка · a3 белый конь · c3 белая пешка · d3 белый ферзь · e3 белый король · f3 белая пешка · h3 белый конь · a2 белая пешка · b2 белая пешка · g2 белая пешка · h2 белая пешка · a1 белая ладья · c1 белый слон · f1 белый слон · h1 белая ладья | a8 чёрная ладья · c8 чёрный слон · f8 чёрный слон · h8 чёрная ладья · a7 чёрная пешка · b7 чёрная пешка · g7 чёрная пешка · h7 чёрная пешка · a6 чёрный конь · c6 чёрная пешка · d6 чёрный ферзь · e6 чёрный король · f6 чёрная пешка · h6 чёрный конь · d5 чёрная пешка · e5 чёрная пешка · d4 белая пешка · e4 белая пешка · a3 белый конь · c3 белая пешка · d3 белый ферзь · e3 белый король · f3 белая пешка · h3 белый конь · a2 белая пешка · b2 белая пешка · g2 белая пешка · h2 белая пешка · a1 белая ладья · c1 белый слон · f1 белый слон · h1 белая ладья | a8 чёрная ладья · c8 чёрный слон · f8 чёрный слон · h8 чёрная ладья · a7 чёрная пешка · b7 чёрная пешка · g7 чёрная пешка · h7 чёрная пешка · a6 чёрный конь · c6 чёрная пешка · d6 чёрный ферзь · e6 чёрный король · f6 чёрная пешка · h6 чёрный конь · d5 чёрная пешка · e5 чёрная пешка · d4 белая пешка · e4 белая пешка · a3 белый конь · c3 белая пешка · d3 белый ферзь · e3 белый король · f3 белая пешка · h3 белый конь · a2 белая пешка · b2 белая пешка · g2 белая пешка · h2 белая пешка · a1 белая ладья · c1 белый слон · f1 белый слон · h1 белая ладья | 5 |
| 4 | a8 чёрная ладья · c8 чёрный слон · f8 чёрный слон · h8 чёрная ладья · a7 чёрная пешка · b7 чёрная пешка · g7 чёрная пешка · h7 чёрная пешка · a6 чёрный конь · c6 чёрная пешка · d6 чёрный ферзь · e6 чёрный король · f6 чёрная пешка · h6 чёрный конь · d5 чёрная пешка · e5 чёрная пешка · d4 белая пешка · e4 белая пешка · a3 белый конь · c3 белая пешка · d3 белый ферзь · e3 белый король · f3 белая пешка · h3 белый конь · a2 белая пешка · b2 белая пешка · g2 белая пешка · h2 белая пешка · a1 белая ладья · c1 белый слон · f1 белый слон · h1 белая ладья | a8 чёрная ладья · c8 чёрный слон · f8 чёрный слон · h8 чёрная ладья · a7 чёрная пешка · b7 чёрная пешка · g7 чёрная пешка · h7 чёрная пешка · a6 чёрный конь · c6 чёрная пешка · d6 чёрный ферзь · e6 чёрный король · f6 чёрная пешка · h6 чёрный конь · d5 чёрная пешка · e5 чёрная пешка · d4 белая пешка · e4 белая пешка · a3 белый конь · c3 белая пешка · d3 белый ферзь · e3 белый король · f3 белая пешка · h3 белый конь · a2 белая пешка · b2 белая пешка · g2 белая пешка · h2 белая пешка · a1 белая ладья · c1 белый слон · f1 белый слон · h1 белая ладья | a8 чёрная ладья · c8 чёрный слон · f8 чёрный слон · h8 чёрная ладья · a7 чёрная пешка · b7 чёрная пешка · g7 чёрная пешка · h7 чёрная пешка · a6 чёрный конь · c6 чёрная пешка · d6 чёрный ферзь · e6 чёрный король · f6 чёрная пешка · h6 чёрный конь · d5 чёрная пешка · e5 чёрная пешка · d4 белая пешка · e4 белая пешка · a3 белый конь · c3 белая пешка · d3 белый ферзь · e3 белый король · f3 белая пешка · h3 белый конь · a2 белая пешка · b2 белая пешка · g2 белая пешка · h2 белая пешка · a1 белая ладья · c1 белый слон · f1 белый слон · h1 белая ладья | a8 чёрная ладья · c8 чёрный слон · f8 чёрный слон · h8 чёрная ладья · a7 чёрная пешка · b7 чёрная пешка · g7 чёрная пешка · h7 чёрная пешка · a6 чёрный конь · c6 чёрная пешка · d6 чёрный ферзь · e6 чёрный король · f6 чёрная пешка · h6 чёрный конь · d5 чёрная пешка · e5 чёрная пешка · d4 белая пешка · e4 белая пешка · a3 белый конь · c3 белая пешка · d3 белый ферзь · e3 белый король · f3 белая пешка · h3 белый конь · a2 белая пешка · b2 белая пешка · g2 белая пешка · h2 белая пешка · a1 белая ладья · c1 белый слон · f1 белый слон · h1 белая ладья | a8 чёрная ладья · c8 чёрный слон · f8 чёрный слон · h8 чёрная ладья · a7 чёрная пешка · b7 чёрная пешка · g7 чёрная пешка · h7 чёрная пешка · a6 чёрный конь · c6 чёрная пешка · d6 чёрный ферзь · e6 чёрный король · f6 чёрная пешка · h6 чёрный конь · d5 чёрная пешка · e5 чёрная пешка · d4 белая пешка · e4 белая пешка · a3 белый конь · c3 белая пешка · d3 белый ферзь · e3 белый король · f3 белая пешка · h3 белый конь · a2 белая пешка · b2 белая пешка · g2 белая пешка · h2 белая пешка · a1 белая ладья · c1 белый слон · f1 белый слон · h1 белая ладья | a8 чёрная ладья · c8 чёрный слон · f8 чёрный слон · h8 чёрная ладья · a7 чёрная пешка · b7 чёрная пешка · g7 чёрная пешка · h7 чёрная пешка · a6 чёрный конь · c6 чёрная пешка · d6 чёрный ферзь · e6 чёрный король · f6 чёрная пешка · h6 чёрный конь · d5 чёрная пешка · e5 чёрная пешка · d4 белая пешка · e4 белая пешка · a3 белый конь · c3 белая пешка · d3 белый ферзь · e3 белый король · f3 белая пешка · h3 белый конь · a2 белая пешка · b2 белая пешка · g2 белая пешка · h2 белая пешка · a1 белая ладья · c1 белый слон · f1 белый слон · h1 белая ладья | a8 чёрная ладья · c8 чёрный слон · f8 чёрный слон · h8 чёрная ладья · a7 чёрная пешка · b7 чёрная пешка · g7 чёрная пешка · h7 чёрная пешка · a6 чёрный конь · c6 чёрная пешка · d6 чёрный ферзь · e6 чёрный король · f6 чёрная пешка · h6 чёрный конь · d5 чёрная пешка · e5 чёрная пешка · d4 белая пешка · e4 белая пешка · a3 белый конь · c3 белая пешка · d3 белый ферзь · e3 белый король · f3 белая пешка · h3 белый конь · a2 белая пешка · b2 белая пешка · g2 белая пешка · h2 белая пешка · a1 белая ладья · c1 белый слон · f1 белый слон · h1 белая ладья | a8 чёрная ладья · c8 чёрный слон · f8 чёрный слон · h8 чёрная ладья · a7 чёрная пешка · b7 чёрная пешка · g7 чёрная пешка · h7 чёрная пешка · a6 чёрный конь · c6 чёрная пешка · d6 чёрный ферзь · e6 чёрный король · f6 чёрная пешка · h6 чёрный конь · d5 чёрная пешка · e5 чёрная пешка · d4 белая пешка · e4 белая пешка · a3 белый конь · c3 белая пешка · d3 белый ферзь · e3 белый король · f3 белая пешка · h3 белый конь · a2 белая пешка · b2 белая пешка · g2 белая пешка · h2 белая пешка · a1 белая ладья · c1 белый слон · f1 белый слон · h1 белая ладья | 4 |
| 3 | a8 чёрная ладья · c8 чёрный слон · f8 чёрный слон · h8 чёрная ладья · a7 чёрная пешка · b7 чёрная пешка · g7 чёрная пешка · h7 чёрная пешка · a6 чёрный конь · c6 чёрная пешка · d6 чёрный ферзь · e6 чёрный король · f6 чёрная пешка · h6 чёрный конь · d5 чёрная пешка · e5 чёрная пешка · d4 белая пешка · e4 белая пешка · a3 белый конь · c3 белая пешка · d3 белый ферзь · e3 белый король · f3 белая пешка · h3 белый конь · a2 белая пешка · b2 белая пешка · g2 белая пешка · h2 белая пешка · a1 белая ладья · c1 белый слон · f1 белый слон · h1 белая ладья | a8 чёрная ладья · c8 чёрный слон · f8 чёрный слон · h8 чёрная ладья · a7 чёрная пешка · b7 чёрная пешка · g7 чёрная пешка · h7 чёрная пешка · a6 чёрный конь · c6 чёрная пешка · d6 чёрный ферзь · e6 чёрный король · f6 чёрная пешка · h6 чёрный конь · d5 чёрная пешка · e5 чёрная пешка · d4 белая пешка · e4 белая пешка · a3 белый конь · c3 белая пешка · d3 белый ферзь · e3 белый король · f3 белая пешка · h3 белый конь · a2 белая пешка · b2 белая пешка · g2 белая пешка · h2 белая пешка · a1 белая ладья · c1 белый слон · f1 белый слон · h1 белая ладья | a8 чёрная ладья · c8 чёрный слон · f8 чёрный слон · h8 чёрная ладья · a7 чёрная пешка · b7 чёрная пешка · g7 чёрная пешка · h7 чёрная пешка · a6 чёрный конь · c6 чёрная пешка · d6 чёрный ферзь · e6 чёрный король · f6 чёрная пешка · h6 чёрный конь · d5 чёрная пешка · e5 чёрная пешка · d4 белая пешка · e4 белая пешка · a3 белый конь · c3 белая пешка · d3 белый ферзь · e3 белый король · f3 белая пешка · h3 белый конь · a2 белая пешка · b2 белая пешка · g2 белая пешка · h2 белая пешка · a1 белая ладья · c1 белый слон · f1 белый слон · h1 белая ладья | a8 чёрная ладья · c8 чёрный слон · f8 чёрный слон · h8 чёрная ладья · a7 чёрная пешка · b7 чёрная пешка · g7 чёрная пешка · h7 чёрная пешка · a6 чёрный конь · c6 чёрная пешка · d6 чёрный ферзь · e6 чёрный король · f6 чёрная пешка · h6 чёрный конь · d5 чёрная пешка · e5 чёрная пешка · d4 белая пешка · e4 белая пешка · a3 белый конь · c3 белая пешка · d3 белый ферзь · e3 белый король · f3 белая пешка · h3 белый конь · a2 белая пешка · b2 белая пешка · g2 белая пешка · h2 белая пешка · a1 белая ладья · c1 белый слон · f1 белый слон · h1 белая ладья | a8 чёрная ладья · c8 чёрный слон · f8 чёрный слон · h8 чёрная ладья · a7 чёрная пешка · b7 чёрная пешка · g7 чёрная пешка · h7 чёрная пешка · a6 чёрный конь · c6 чёрная пешка · d6 чёрный ферзь · e6 чёрный король · f6 чёрная пешка · h6 чёрный конь · d5 чёрная пешка · e5 чёрная пешка · d4 белая пешка · e4 белая пешка · a3 белый конь · c3 белая пешка · d3 белый ферзь · e3 белый король · f3 белая пешка · h3 белый конь · a2 белая пешка · b2 белая пешка · g2 белая пешка · h2 белая пешка · a1 белая ладья · c1 белый слон · f1 белый слон · h1 белая ладья | a8 чёрная ладья · c8 чёрный слон · f8 чёрный слон · h8 чёрная ладья · a7 чёрная пешка · b7 чёрная пешка · g7 чёрная пешка · h7 чёрная пешка · a6 чёрный конь · c6 чёрная пешка · d6 чёрный ферзь · e6 чёрный король · f6 чёрная пешка · h6 чёрный конь · d5 чёрная пешка · e5 чёрная пешка · d4 белая пешка · e4 белая пешка · a3 белый конь · c3 белая пешка · d3 белый ферзь · e3 белый король · f3 белая пешка · h3 белый конь · a2 белая пешка · b2 белая пешка · g2 белая пешка · h2 белая пешка · a1 белая ладья · c1 белый слон · f1 белый слон · h1 белая ладья | a8 чёрная ладья · c8 чёрный слон · f8 чёрный слон · h8 чёрная ладья · a7 чёрная пешка · b7 чёрная пешка · g7 чёрная пешка · h7 чёрная пешка · a6 чёрный конь · c6 чёрная пешка · d6 чёрный ферзь · e6 чёрный король · f6 чёрная пешка · h6 чёрный конь · d5 чёрная пешка · e5 чёрная пешка · d4 белая пешка · e4 белая пешка · a3 белый конь · c3 белая пешка · d3 белый ферзь · e3 белый король · f3 белая пешка · h3 белый конь · a2 белая пешка · b2 белая пешка · g2 белая пешка · h2 белая пешка · a1 белая ладья · c1 белый слон · f1 белый слон · h1 белая ладья | a8 чёрная ладья · c8 чёрный слон · f8 чёрный слон · h8 чёрная ладья · a7 чёрная пешка · b7 чёрная пешка · g7 чёрная пешка · h7 чёрная пешка · a6 чёрный конь · c6 чёрная пешка · d6 чёрный ферзь · e6 чёрный король · f6 чёрная пешка · h6 чёрный конь · d5 чёрная пешка · e5 чёрная пешка · d4 белая пешка · e4 белая пешка · a3 белый конь · c3 белая пешка · d3 белый ферзь · e3 белый король · f3 белая пешка · h3 белый конь · a2 белая пешка · b2 белая пешка · g2 белая пешка · h2 белая пешка · a1 белая ладья · c1 белый слон · f1 белый слон · h1 белая ладья | 3 |
| 2 | a8 чёрная ладья · c8 чёрный слон · f8 чёрный слон · h8 чёрная ладья · a7 чёрная пешка · b7 чёрная пешка · g7 чёрная пешка · h7 чёрная пешка · a6 чёрный конь · c6 чёрная пешка · d6 чёрный ферзь · e6 чёрный король · f6 чёрная пешка · h6 чёрный конь · d5 чёрная пешка · e5 чёрная пешка · d4 белая пешка · e4 белая пешка · a3 белый конь · c3 белая пешка · d3 белый ферзь · e3 белый король · f3 белая пешка · h3 белый конь · a2 белая пешка · b2 белая пешка · g2 белая пешка · h2 белая пешка · a1 белая ладья · c1 белый слон · f1 белый слон · h1 белая ладья | a8 чёрная ладья · c8 чёрный слон · f8 чёрный слон · h8 чёрная ладья · a7 чёрная пешка · b7 чёрная пешка · g7 чёрная пешка · h7 чёрная пешка · a6 чёрный конь · c6 чёрная пешка · d6 чёрный ферзь · e6 чёрный король · f6 чёрная пешка · h6 чёрный конь · d5 чёрная пешка · e5 чёрная пешка · d4 белая пешка · e4 белая пешка · a3 белый конь · c3 белая пешка · d3 белый ферзь · e3 белый король · f3 белая пешка · h3 белый конь · a2 белая пешка · b2 белая пешка · g2 белая пешка · h2 белая пешка · a1 белая ладья · c1 белый слон · f1 белый слон · h1 белая ладья | a8 чёрная ладья · c8 чёрный слон · f8 чёрный слон · h8 чёрная ладья · a7 чёрная пешка · b7 чёрная пешка · g7 чёрная пешка · h7 чёрная пешка · a6 чёрный конь · c6 чёрная пешка · d6 чёрный ферзь · e6 чёрный король · f6 чёрная пешка · h6 чёрный конь · d5 чёрная пешка · e5 чёрная пешка · d4 белая пешка · e4 белая пешка · a3 белый конь · c3 белая пешка · d3 белый ферзь · e3 белый король · f3 белая пешка · h3 белый конь · a2 белая пешка · b2 белая пешка · g2 белая пешка · h2 белая пешка · a1 белая ладья · c1 белый слон · f1 белый слон · h1 белая ладья | a8 чёрная ладья · c8 чёрный слон · f8 чёрный слон · h8 чёрная ладья · a7 чёрная пешка · b7 чёрная пешка · g7 чёрная пешка · h7 чёрная пешка · a6 чёрный конь · c6 чёрная пешка · d6 чёрный ферзь · e6 чёрный король · f6 чёрная пешка · h6 чёрный конь · d5 чёрная пешка · e5 чёрная пешка · d4 белая пешка · e4 белая пешка · a3 белый конь · c3 белая пешка · d3 белый ферзь · e3 белый король · f3 белая пешка · h3 белый конь · a2 белая пешка · b2 белая пешка · g2 белая пешка · h2 белая пешка · a1 белая ладья · c1 белый слон · f1 белый слон · h1 белая ладья | a8 чёрная ладья · c8 чёрный слон · f8 чёрный слон · h8 чёрная ладья · a7 чёрная пешка · b7 чёрная пешка · g7 чёрная пешка · h7 чёрная пешка · a6 чёрный конь · c6 чёрная пешка · d6 чёрный ферзь · e6 чёрный король · f6 чёрная пешка · h6 чёрный конь · d5 чёрная пешка · e5 чёрная пешка · d4 белая пешка · e4 белая пешка · a3 белый конь · c3 белая пешка · d3 белый ферзь · e3 белый король · f3 белая пешка · h3 белый конь · a2 белая пешка · b2 белая пешка · g2 белая пешка · h2 белая пешка · a1 белая ладья · c1 белый слон · f1 белый слон · h1 белая ладья | a8 чёрная ладья · c8 чёрный слон · f8 чёрный слон · h8 чёрная ладья · a7 чёрная пешка · b7 чёрная пешка · g7 чёрная пешка · h7 чёрная пешка · a6 чёрный конь · c6 чёрная пешка · d6 чёрный ферзь · e6 чёрный король · f6 чёрная пешка · h6 чёрный конь · d5 чёрная пешка · e5 чёрная пешка · d4 белая пешка · e4 белая пешка · a3 белый конь · c3 белая пешка · d3 белый ферзь · e3 белый король · f3 белая пешка · h3 белый конь · a2 белая пешка · b2 белая пешка · g2 белая пешка · h2 белая пешка · a1 белая ладья · c1 белый слон · f1 белый слон · h1 белая ладья | a8 чёрная ладья · c8 чёрный слон · f8 чёрный слон · h8 чёрная ладья · a7 чёрная пешка · b7 чёрная пешка · g7 чёрная пешка · h7 чёрная пешка · a6 чёрный конь · c6 чёрная пешка · d6 чёрный ферзь · e6 чёрный король · f6 чёрная пешка · h6 чёрный конь · d5 чёрная пешка · e5 чёрная пешка · d4 белая пешка · e4 белая пешка · a3 белый конь · c3 белая пешка · d3 белый ферзь · e3 белый король · f3 белая пешка · h3 белый конь · a2 белая пешка · b2 белая пешка · g2 белая пешка · h2 белая пешка · a1 белая ладья · c1 белый слон · f1 белый слон · h1 белая ладья | a8 чёрная ладья · c8 чёрный слон · f8 чёрный слон · h8 чёрная ладья · a7 чёрная пешка · b7 чёрная пешка · g7 чёрная пешка · h7 чёрная пешка · a6 чёрный конь · c6 чёрная пешка · d6 чёрный ферзь · e6 чёрный король · f6 чёрная пешка · h6 чёрный конь · d5 чёрная пешка · e5 чёрная пешка · d4 белая пешка · e4 белая пешка · a3 белый конь · c3 белая пешка · d3 белый ферзь · e3 белый король · f3 белая пешка · h3 белый конь · a2 белая пешка · b2 белая пешка · g2 белая пешка · h2 белая пешка · a1 белая ладья · c1 белый слон · f1 белый слон · h1 белая ладья | 2 |
| 1 | a8 чёрная ладья · c8 чёрный слон · f8 чёрный слон · h8 чёрная ладья · a7 чёрная пешка · b7 чёрная пешка · g7 чёрная пешка · h7 чёрная пешка · a6 чёрный конь · c6 чёрная пешка · d6 чёрный ферзь · e6 чёрный король · f6 чёрная пешка · h6 чёрный конь · d5 чёрная пешка · e5 чёрная пешка · d4 белая пешка · e4 белая пешка · a3 белый конь · c3 белая пешка · d3 белый ферзь · e3 белый король · f3 белая пешка · h3 белый конь · a2 белая пешка · b2 белая пешка · g2 белая пешка · h2 белая пешка · a1 белая ладья · c1 белый слон · f1 белый слон · h1 белая ладья | a8 чёрная ладья · c8 чёрный слон · f8 чёрный слон · h8 чёрная ладья · a7 чёрная пешка · b7 чёрная пешка · g7 чёрная пешка · h7 чёрная пешка · a6 чёрный конь · c6 чёрная пешка · d6 чёрный ферзь · e6 чёрный король · f6 чёрная пешка · h6 чёрный конь · d5 чёрная пешка · e5 чёрная пешка · d4 белая пешка · e4 белая пешка · a3 белый конь · c3 белая пешка · d3 белый ферзь · e3 белый король · f3 белая пешка · h3 белый конь · a2 белая пешка · b2 белая пешка · g2 белая пешка · h2 белая пешка · a1 белая ладья · c1 белый слон · f1 белый слон · h1 белая ладья | a8 чёрная ладья · c8 чёрный слон · f8 чёрный слон · h8 чёрная ладья · a7 чёрная пешка · b7 чёрная пешка · g7 чёрная пешка · h7 чёрная пешка · a6 чёрный конь · c6 чёрная пешка · d6 чёрный ферзь · e6 чёрный король · f6 чёрная пешка · h6 чёрный конь · d5 чёрная пешка · e5 чёрная пешка · d4 белая пешка · e4 белая пешка · a3 белый конь · c3 белая пешка · d3 белый ферзь · e3 белый король · f3 белая пешка · h3 белый конь · a2 белая пешка · b2 белая пешка · g2 белая пешка · h2 белая пешка · a1 белая ладья · c1 белый слон · f1 белый слон · h1 белая ладья | a8 чёрная ладья · c8 чёрный слон · f8 чёрный слон · h8 чёрная ладья · a7 чёрная пешка · b7 чёрная пешка · g7 чёрная пешка · h7 чёрная пешка · a6 чёрный конь · c6 чёрная пешка · d6 чёрный ферзь · e6 чёрный король · f6 чёрная пешка · h6 чёрный конь · d5 чёрная пешка · e5 чёрная пешка · d4 белая пешка · e4 белая пешка · a3 белый конь · c3 белая пешка · d3 белый ферзь · e3 белый король · f3 белая пешка · h3 белый конь · a2 белая пешка · b2 белая пешка · g2 белая пешка · h2 белая пешка · a1 белая ладья · c1 белый слон · f1 белый слон · h1 белая ладья | a8 чёрная ладья · c8 чёрный слон · f8 чёрный слон · h8 чёрная ладья · a7 чёрная пешка · b7 чёрная пешка · g7 чёрная пешка · h7 чёрная пешка · a6 чёрный конь · c6 чёрная пешка · d6 чёрный ферзь · e6 чёрный король · f6 чёрная пешка · h6 чёрный конь · d5 чёрная пешка · e5 чёрная пешка · d4 белая пешка · e4 белая пешка · a3 белый конь · c3 белая пешка · d3 белый ферзь · e3 белый король · f3 белая пешка · h3 белый конь · a2 белая пешка · b2 белая пешка · g2 белая пешка · h2 белая пешка · a1 белая ладья · c1 белый слон · f1 белый слон · h1 белая ладья | a8 чёрная ладья · c8 чёрный слон · f8 чёрный слон · h8 чёрная ладья · a7 чёрная пешка · b7 чёрная пешка · g7 чёрная пешка · h7 чёрная пешка · a6 чёрный конь · c6 чёрная пешка · d6 чёрный ферзь · e6 чёрный король · f6 чёрная пешка · h6 чёрный конь · d5 чёрная пешка · e5 чёрная пешка · d4 белая пешка · e4 белая пешка · a3 белый конь · c3 белая пешка · d3 белый ферзь · e3 белый король · f3 белая пешка · h3 белый конь · a2 белая пешка · b2 белая пешка · g2 белая пешка · h2 белая пешка · a1 белая ладья · c1 белый слон · f1 белый слон · h1 белая ладья | a8 чёрная ладья · c8 чёрный слон · f8 чёрный слон · h8 чёрная ладья · a7 чёрная пешка · b7 чёрная пешка · g7 чёрная пешка · h7 чёрная пешка · a6 чёрный конь · c6 чёрная пешка · d6 чёрный ферзь · e6 чёрный король · f6 чёрная пешка · h6 чёрный конь · d5 чёрная пешка · e5 чёрная пешка · d4 белая пешка · e4 белая пешка · a3 белый конь · c3 белая пешка · d3 белый ферзь · e3 белый король · f3 белая пешка · h3 белый конь · a2 белая пешка · b2 белая пешка · g2 белая пешка · h2 белая пешка · a1 белая ладья · c1 белый слон · f1 белый слон · h1 белая ладья | a8 чёрная ладья · c8 чёрный слон · f8 чёрный слон · h8 чёрная ладья · a7 чёрная пешка · b7 чёрная пешка · g7 чёрная пешка · h7 чёрная пешка · a6 чёрный конь · c6 чёрная пешка · d6 чёрный ферзь · e6 чёрный король · f6 чёрная пешка · h6 чёрный конь · d5 чёрная пешка · e5 чёрная пешка · d4 белая пешка · e4 белая пешка · a3 белый конь · c3 белая пешка · d3 белый ферзь · e3 белый король · f3 белая пешка · h3 белый конь · a2 белая пешка · b2 белая пешка · g2 белая пешка · h2 белая пешка · a1 белая ладья · c1 белый слон · f1 белый слон · h1 белая ладья | 1 |
|   | a | b | c | d | e | f | g | h |   |

## Композиторы цилиндрических шахмат
- Зденек Мах (1877—1954).

См.: Шахматная композиция

## Галерея

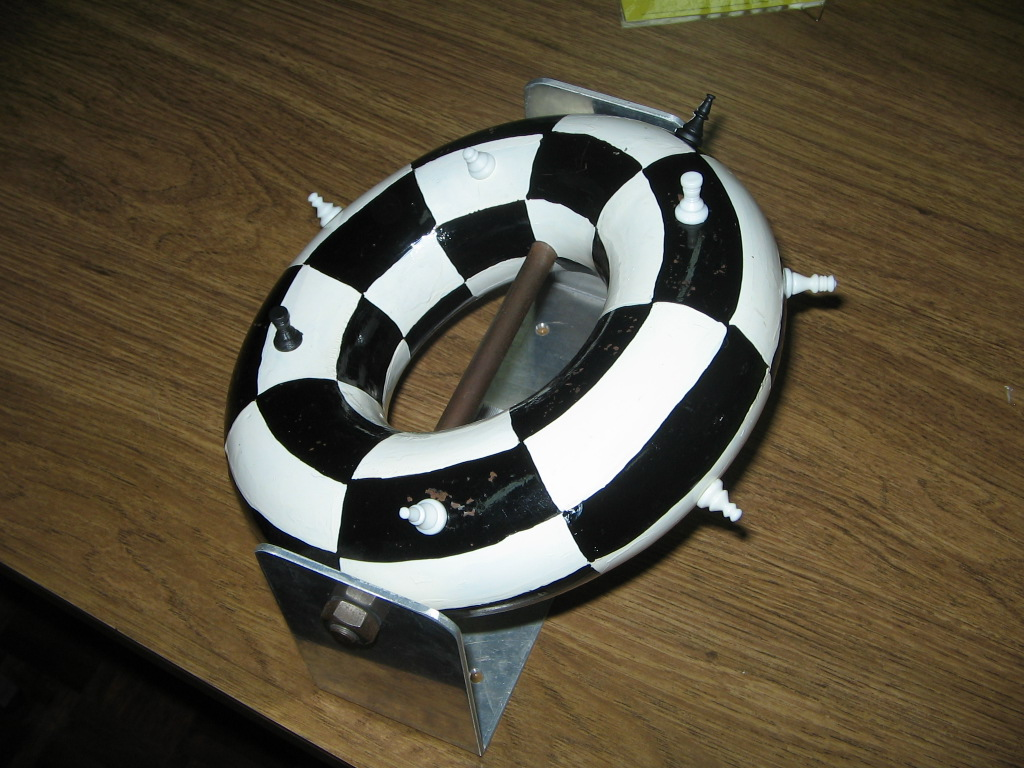
Тороидальная доска